# Franck Durix
Franck Durix (ur. 20 października 1965) – francuski piłkarz występujący na pozycji pomocnika.

## Kariera klubowa
Od 1984 do 2002 roku występował w klubach Olympique Lyon, AS Cannes, Nagoya Grampus Eight, Servette FC i Sochaux-Montbéliard.